# 新豊田駅
新豊田駅（しんとよたえき）は、愛知県豊田市小坂本町にある愛知環状鉄道・愛知環状鉄道線の駅である。駅番号は12。

## 歴史
計画時の仮称は豊田駅または中豊田駅だった。

### 年表
- 1976年（昭和51年）4月26日：日本国有鉄道岡多線の終着駅として開業[1]。地上駅舎。旅客のみ取扱い[1]。
- 1979年（昭和54年）5月27日：昭和天皇、香淳皇后が第40回国民体育大会に合わせて県内を行幸啓。お召し列車が蒲郡駅発、新豊田駅着で運転[6]。
- 1987年（昭和62年）4月1日：国鉄分割民営化により東海旅客鉄道に継承[1]。
- 1988年（昭和63年）
  - 1月31日：愛知環状鉄道への転換により同社に継承[1][2]。同時に当駅 - 高蔵寺駅間の開業に伴い途中駅となる[2]。
  - 11月22日：旅行代理店「愛環トラベル」が当駅前で開業[7]。
- 1989年（平成元年）度：上りホームを2両分から4両分に延長[8]。
- 1990年（平成2年）7月28日：駅改修工事着工[7]。
- 1991年（平成3年）10月5日：駅舎改装。現在の2階駅舎の供用開始[7]。
- 1993年（平成5年）11月1日：回数券対応自動券売機を設置[7]。
- 1994年（平成6年）10月1日：自動改札機を3台設置[7]。
- 1996年（平成8年）4月1日：愛環トラベルが駅舎内に移転[7]。
- 1998年（平成10年）3月29日：駅舎1階に本社分室設置[7]。
- 1999年（平成11年）10月24日：中部の駅百選に選定[7]。
- 2004年（平成16年）
  - 4月1日：日本オーチス・エレベータ株式会社により、高蔵寺方面下りホームエレベータ設置[7]。
  - 10月18日：フリースポット運用開始。
- 2005年（平成17年）1月4日：バリアフリー化、および3階改札口の供用開始[7]。エレベータは東芝エレベータ株式会社によって設置された。
- 2006年（平成18年）4月1日：こども110番の駅の取り組みを開始[7]。
- 2008年（平成20年）
  - 1月27日：1番ホームの拡幅・上屋延長及び三河豊田駅までの複線化完成[7]。
  - 3月31日：愛環トラベル閉店[7]。
  - 9月3日：列車非常停止装置を設置[7]。
- 2017年（平成29年）9月16日：多機能トイレ新設[7]。
- 2019年（平成31年）3月2日：ICカード「TOICA」の利用が可能となる[9]。
- 2022年（令和4年）4月1日：「お忘れ物取扱所」が北野桝塚駅から当駅に移転[10]。

## 駅構造
相対式2面2線ホームを持つ高架駅である。上り1番線ホームは愛知環状鉄道開業時に増設されたもので、国鉄岡多線延伸開業時から使用されている下り2番線ホーム（20m車8両分の有効長）の半分の有効長（20m車4両分）である。ホーム幅も狭く朝は非常に混雑していたが、2008年（平成20年）1月に拡幅および上屋延長が行われた。
三河豊田駅までの複線化に合わせて北側に引上線が1本設置され、2008年（平成20年）3月15日のダイヤ改正から夜間滞泊に使用されている。また、朝時間帯に運行されるシャトル (愛知環状鉄道)の折り返しも当引上線を利用している。

### のりば
| 番線 | 路線            | 方向 | 行先       | ホーム長 |
| ---- | --------------- | ---- | ---------- | -------- |
| 1    | ■愛知環状鉄道線 | 上り | 岡崎方面   | 4両      |
| 2    | ■愛知環状鉄道線 | 下り | 高蔵寺方面 | 8両      |

付記事項
- 2階コンコースには、改札、駅事務室、売店の他、愛知環状鉄道の旅行代理店「愛環トラベル」があったが、2008年3月末をもって閉店した。
- 1994年（平成6年）秋に設置された自動改札機は、特定地方交通線から転換された第三セクター鉄道では初めてのものである。後に同線では岡崎駅、中岡崎駅、北岡崎駅、三河豊田駅、八草駅、瀬戸口駅、瀬戸市駅、高蔵寺駅にも設置された。
- 2004年（平成16年）秋にフリースポットの運用を開始、公衆無線LANによるインターネットへのアクセスが可能となった。

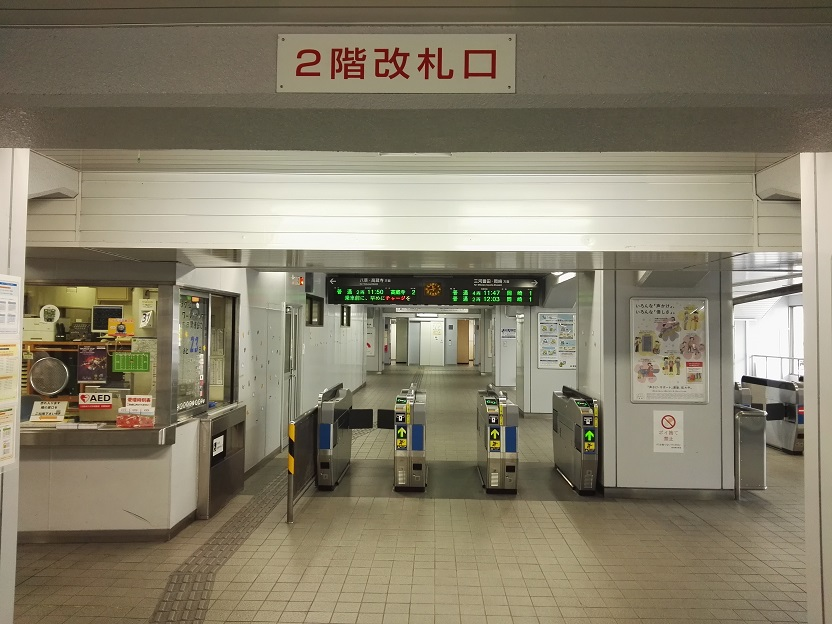
自動改札機(2階)
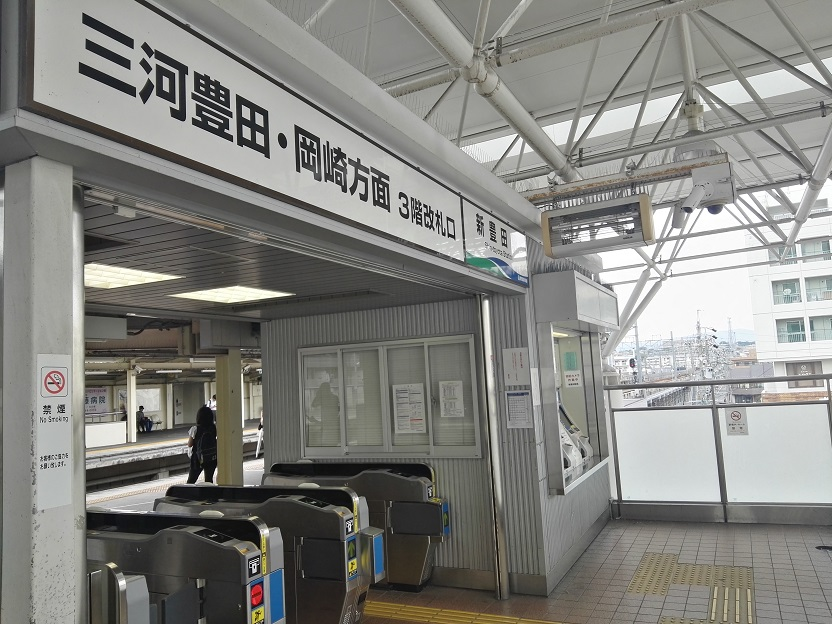
自動改札機(3階)
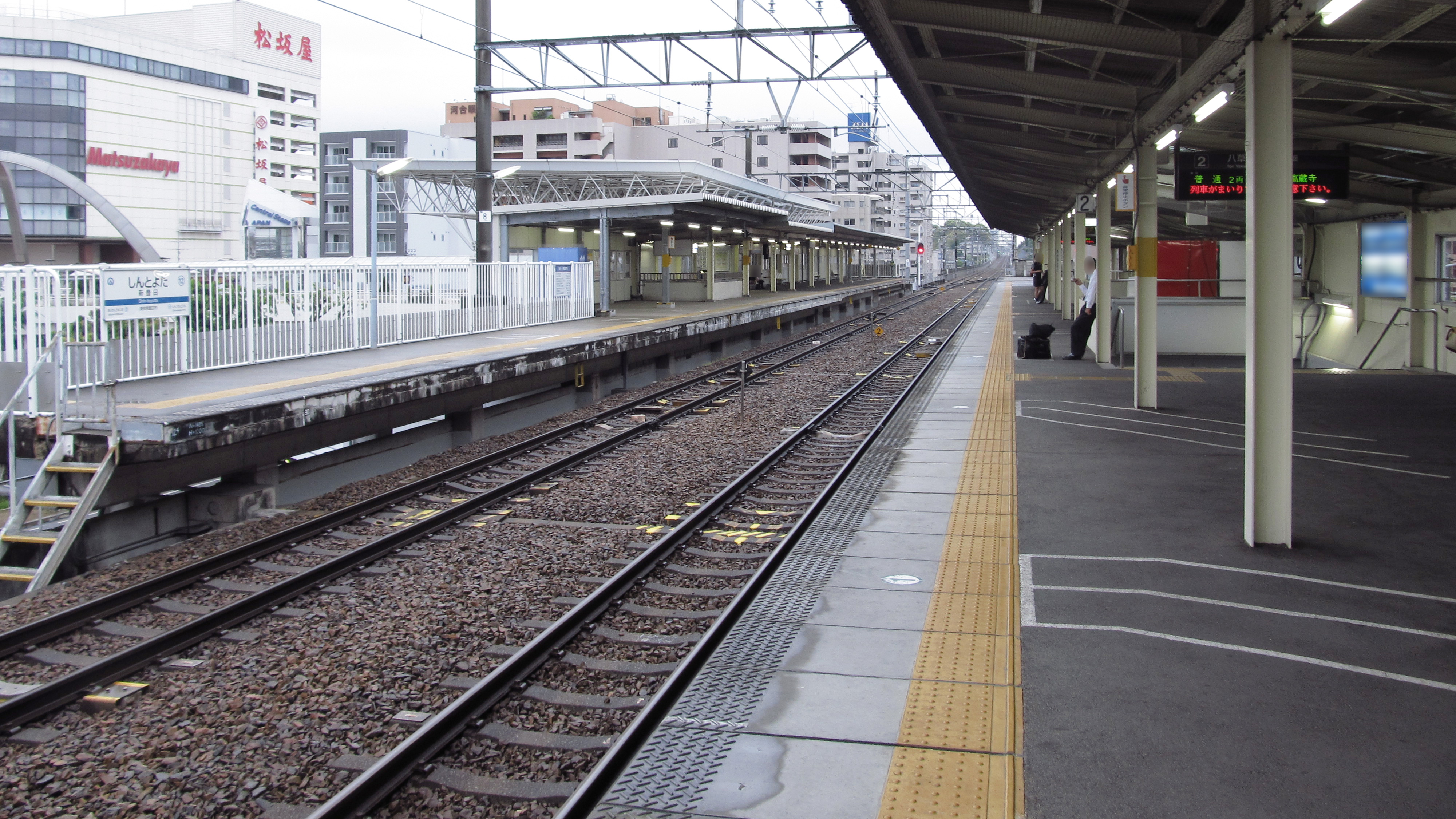
ホーム
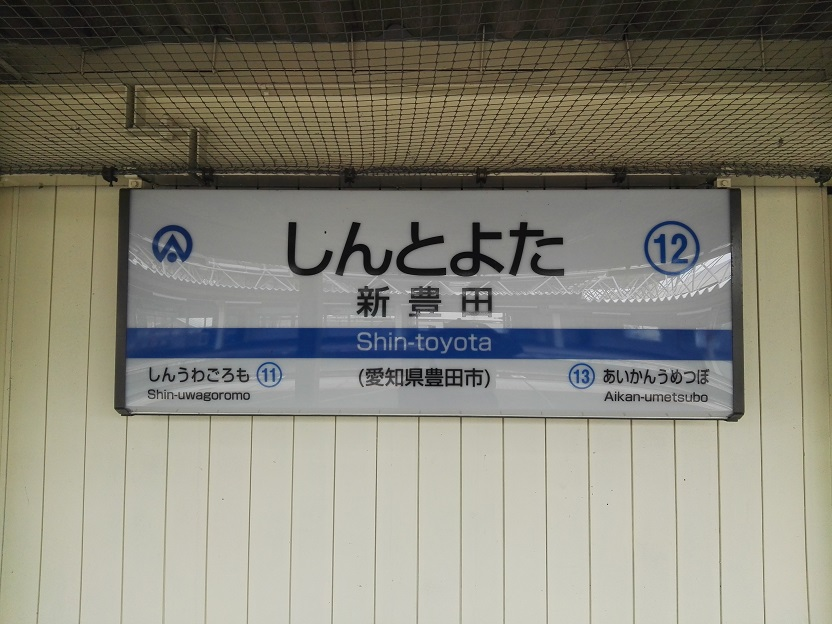
駅名標

### 配線図
| ← 岡崎方面 | 三河豊田 - 新豊田複線化による配線の変化 | → 高蔵寺方面 |
| 凡例 出典: |                                         |              |

### 出入口
出入口は2階の改札口と上り1番線ホームに併設された3階改札口の2カ所である。3階改札口は、名鉄三河線 豊田市駅から当駅へ乗り換えて三河豊田駅に向かう乗客の増加に伴い増設されたものである。2009年（平成21年）3月まで平日朝は入場専用としていたが、現在は終日出入りが可能である。尚3階改札口には駅員の配置が無いので精算及び定期券の購入は2階改札口を利用することになる。
名鉄豊田市駅とはペデストリアンデッキを介して徒歩連絡が可能である。ペデストリアンデッキは2階と3階の中間の高さに位置するため、2階改札口とはエスカレーターとエレベーターが、3階改札口とはエレベーターが設置されている。
エレベーターは改札内に下り2番線ホームと2階改札口を連絡するものと、改札外に3階改札口、ペデストリアンデッキ、2階改札口、地上を連絡するものの2機が設置されている。2階改札口から上り1番線ホームへはエレベーターによる連絡がない。

## 利用状況
2020年（令和2年）度の1日平均乗降人員は9,571人である。
駅開業後の各年度の1日平均乗降人員は以下の通り。
| 年度               | 1日平均 乗降人員 | 出典   |
| ------------------ | ---------------- | ------ |
| 2002年（平成14年） | 7,747            | [ 15 ] |
| 2003年（平成15年） | 7,883            | [ 15 ] |
| 2004年（平成16年） | 8,424            | [ 15 ] |
| 2005年（平成17年） | 10,002           | [ 15 ] |
| 2006年（平成18年） | 9,402            | [ 15 ] |
| 2007年（平成19年） | 10,240           | [ 16 ] |
| 2008年（平成20年） | 12,070           | [ 17 ] |
| 2009年（平成21年） | 11,381           | [ 18 ] |
| 2010年（平成22年） | 11,367           | [ 19 ] |
| 2011年（平成23年） | 11,512           | [ 20 ] |
| 2012年（平成24年） | 12,010           | [ 21 ] |
| 2013年（平成25年） | 12,626           | [ 21 ] |
| 2014年（平成26年） | 12,417           | [ 21 ] |
| 2015年（平成27年） | 13,568           | [ 22 ] |
| 2016年（平成28年） | 14,167           | [ 23 ] |
| 2017年（平成29年） | 14,915           | [ 24 ] |
| 2018年（平成30年） | 15,447           | [ 25 ] |
| 2019年（令和元年） | 15,694           | [ 26 ] |
| 2020年（令和02年） | 9,571            | [ 27 ] |

豊田市内の駅では隣接する名鉄豊田市駅に次いで利用客が多い。

## 駅周辺

### 周辺の施設
- 豊田市役所
- 豊田市駅西口市街地再開発ビル - 徒歩で約3分。
  - 松坂屋豊田店、T-FACE、豊田献血ルーム（愛知県赤十字血液センター）
- ギャザ（豊田市駅東地区市街地再開発ビル） - 徒歩で約3分。
  - メグリアセントレ、名鉄トヨタホテル
- 参合館（豊田市民センター地区再開発ビル） - 徒歩で約5分。
  - 豊田市中央図書館、豊田市能楽堂、豊田市コンサートホール他
- コモ・スクエア（豊田市駅前通り南地区市街地再開発ビル） - 徒歩で約3分。
  - ホテルトヨタキャッスル、アイレクススポーツクラブPREMIA、TBC、ローソン他
- 豊田産業文化センター
  - とよた科学体験館、豊田国際交流協会（TIA）、豊田市青少年センター、豊田中日文化センター他
- 豊田商工会議所会館
- 挙母城（七州城）
  - 豊田市美術館・豊田市博物館 - 徒歩で約15分。
- 豊田スタジアム - 徒歩で約17分。
- VITS豊田タウン
- キユーピー挙母工場
- 豊田市駅 - 名鉄三河線
- 毘森公園
- 東横INN豊田市駅前
- 高等学校
  - 愛知県立豊田東高等学校
  - 愛知県立豊田西高等学校
  - 愛知県立豊田北高等学校
- 道路
  - 国道153号（豊田東西線、豊田南北線）
  - 国道155号（けやき通り）
  - 国道248号（豊田南北線、けやき通り）
  - 国道419号（豊田南北線）
  - 愛知県道520号豊田東郷線（挙母街道）

### バス路線
名鉄バスをはじめとする市内のバスは名鉄豊田市駅の東口・西口を拠点としている。
バス停は駅東口にあり、東京と名古屋を結ぶ夜行高速バスであるドリームなごや号が地上バス乗り場に停車する。この他、新豊田駅西停留所が2014年（平成26年）4月1日に新設され、とよたおいでんバス保見・豊田線が停車する（北口徒歩1分）。

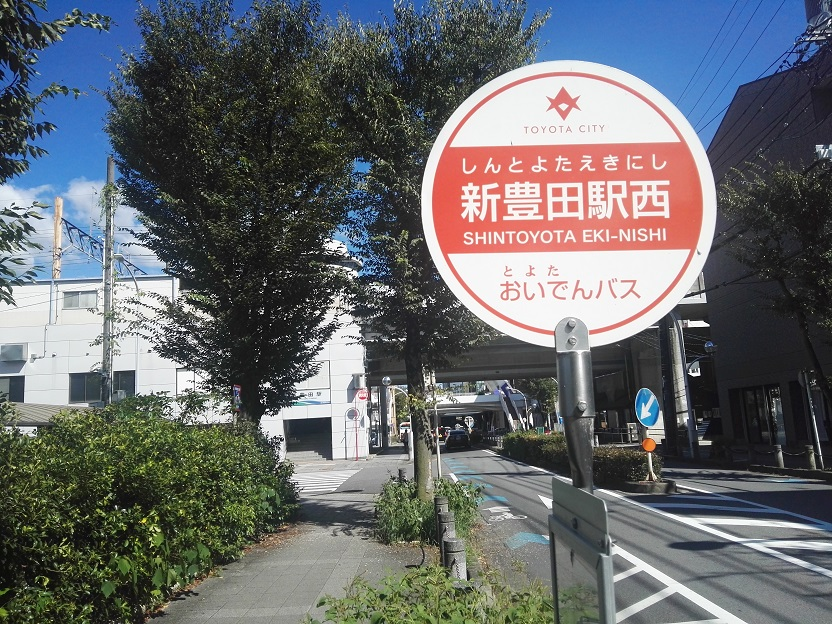
とよたおいでんバス バス停

## 隣の駅
愛知環状鉄道
■愛知環状鉄道線
新上挙母駅（11） - 新豊田駅（12） - 愛環梅坪駅（13）